# Stalins War
Stalins War är ett hardcoreband från Santa Cruz, Kalifornien. Bandet består av Matt War som sjunger och spelar gitarr, Mike War på trummor, Mo War som sjunger, Nate War som spelar bas och även sjunger och Dan War på gitarr. Deras musik är varierande likt det kända bandet System of a Down, den skiftar från lugn och melodisk till skrikig hardcore.

## Medlemmar
Nuvarande medlemmar
- Mo War (Moana Strom) - sång
- Matt War (Matt Cleaver) - gitarr, bakgrundssång
- Nate War (Nate Kotila) - basgitarr
- Dan War (Daniel Jack) - gitarr
- Mike War (Mikey Carnage) - trummor

Tidigare medlemmar
- Evan Diola - trummor
- James Lucas - gitarr
- Nate Fredrick - trummor

## Diskografi
Studioalbum
- Rebirth from Flames (2004)

EP
- Mirror in a Dark Room (2003)
- A Split of Nightmares (2004) (delad EP med Aiden)